# James M. Bingham
James Monroe Bingham (* 3. Februar 1828 in Perry, Wyoming County, New York; † 8. Januar 1885 in Chippewa Falls, Wisconsin) war ein US-amerikanischer Politiker. Zwischen 1878 und 1882 war er Vizegouverneur des Bundesstaates Wisconsin.

## Werdegang
James Bingham besuchte die öffentlichen Schulen seiner Heimat. Danach war er für einige Jahre New York als Lehrer tätig. Am Ende dieser Tätigkeit leitete er als Principal die Perry Center Academy und die Leroy High School. Im Jahr 1853 zog er nach Westen. Nach einem Jurastudium und seiner 1856 erfolgten Zulassung als Rechtsanwalt begann er in Palmyra (Wisconsin) in diesem Beruf zu arbeiten. Im Jahr 1871 zog er nach Chippewa Falls, wo er ebenfalls als Anwalt praktizierte. Während des Bürgerkriegs war er 1864 Major in einem Regiment aus Wisconsin, dessen Dienstpflicht nur auf 100 Tage begrenzt war. Außerdem war er Freimaurer.
Überdies schlug er als Mitglied der Republikanischen Partei eine politische Laufbahn ein. Zwischen 1863 und 1874 saß er mehrfach in der Wisconsin State Assembly. Dabei war er Mitglied und zeitweise auch Vorsitzender des Justizausschusses. Im Jahr 1870 war er als Speaker Präsident der Kammer. 1877 wurde Bingham an der Seite von William E. Smith zum Vizegouverneur von Wisconsin gewählt. Dieses Amt bekleidete er nach einer Wiederwahl zwischen 1878 und 1882. Dabei war er Stellvertreter des Gouverneurs und Vorsitzender des Staatssenats. James Bingham starb am 8. Januar 1885 in Chippewa Falls.